# Callyna demaculata
Callyna demaculata är en fjärilsart som beskrevs av Walter Karl Johann Roepke 1938. Callyna demaculata ingår i släktet Callyna och familjen nattflyn. Inga underarter finns listade i Catalogue of Life.